# Cristiana Lionello
Cristiana Lionello (Roma, 14 giugno 1961) è una doppiatrice e direttrice del doppiaggio italiana.
È figlia dell'attore, doppiatore e comico Oreste Lionello e sorella della doppiatrice Alessia e dell’attore Luca Lionello.

## Biografia
È nota soprattutto per essere la doppiatrice di Sharon Stone (da Allan Quatermain e le miniere di re Salomone in poi). Ha doppiato inoltre Annie Potts nella serie cinematografica di Ghostbusters, Teri Hatcher nel ruolo di Lois Lane dalla seconda alla quarta stagione di Lois & Clark - Le nuove avventure di Superman, Cate Blanchett nella trilogia de Il Signore degli Anelli, Drea de Matteo in Desperate Housewives, e Rebecca Wisocky nella serie Devious Maids - Panni sporchi a Beverly Hills.
Tra le attrici doppiate Debra Feuer in un episodio di Miami Vice (Congiura di palazzo) Melanie Griffith in Omicidio a luci rosse di Brian De Palma, Annette Bening in American Beauty, Helena Bonham Carter ne La dea dell'amore e in Big Fish - Le storie di una vita incredibile, Romy Schneider (riedizione tv) nella trilogia sull'imperatrice Sissi, sempre la Schneider ne L'amore di una grande regina e Michelle Pfeiffer in Ladyhawke.
In TV ha doppiato la papera Carlotta, il pupazzo che faceva coppia con il papero Pompeo (voce di Franco Latini), entrambi mascotte del programma di RaiUno Fantastico 6 del 1985. Nell'anno 2010 ha prestato la sua voce per il discorso d'inizio di ogni concerto di Marco Mengoni nel Re Matto Tour. Dal 2014 al 2023 è doppiatrice del personaggio Quinn Fuller della soap opera Beautiful, interpretata dall'attrice Rena Sofer.

## Doppiaggio

### Film
- Sharon Stone in Allan Quatermain e le miniere di re Salomone, Ossessione d'amore, Basic Instinct, Basic Instinct 2, Sliver, Lo specialista, Trappola d'amore, Casinò, Difesa ad oltranza, Inganni pericolosi, Diabolique, Sfera, Basta guardare il cielo, Gloria, La dea del successo, Ho solo fatto a pezzi mia moglie, Beautiful Joe, Oscure presenze a Cold Creek, Catwoman, Codice Homer, Broken Flowers, Bobby, The Burma Conspiracy - Largo Winch 2, Lovelace, Gigolò per caso, Mothers and Daughters, Panama Papers, Beauty, Io sono nessuno 2
- Cate Blanchett in The Man Who Cried - L'uomo che pianse, Il Signore degli Anelli - La Compagnia dell'Anello, Il Signore degli Anelli - Le due torri, Il Signore degli Anelli - Il ritorno del re, The Shipping News - Ombre dal profondo, The Missing, The Aviator, Babel, Io non sono qui, Lo Hobbit - Un viaggio inaspettato, Lo Hobbit - La desolazione di Smaug, Lo Hobbit - La battaglia delle cinque armate
- Nastassja Kinski in Un'adorabile infedele, Maria's Lovers, Il figlio perduto, Quarantine - Virus letale
- Romy Schneider in La principessa Sissi, Sissi, la giovane imperatrice e Sissi, il destino di un'imperatrice, La giovane regina Vittoria
- Catherine Keener in S1m0ne, The Interpreter, Disastro a Hollywood, Il solista
- Valérie Lemercier in Il piccolo Nicolas e i suoi genitori, Le vacanze del piccolo Nicolas, Un colpo di fortuna - Coup de chance
- Gina Gershon in Danko, Face/Off - Due facce di un assassino, Insider - Dietro la verità
- Paula Abdul in Looney Tunes: Back in Action
- Annie Potts in Ghostbusters II, Ghostbusters: Legacy, Ghostbusters - Minaccia glaciale
- Helena Bonham Carter in La dea dell'amore, Big Fish - Le storie di una vita incredibile
- Elizabeth Hurley in Austin Powers - Il controspione, Il mistero dell'acqua
- Melanie Griffith in Omicidio a luci rosse, Celebrity
- Virginia Madsen in L'uomo della pioggia - The Rainmaker, Radio America
- Juliette Lewis in Buon compleanno Mr. Grape, Mariti e mogli
- Barbara Hershey in Hannah e le sue sorelle, La figlia di un soldato non piange mai
- Brooke Smith in Melinda e Melinda, In Her Shoes
- Sissy Spacek in Crimini del cuore, Una storia vera
- CCH Pounder in Avatar, Avatar - La via dell'acqua
- Jeanne Tripplehorn in Sliding Doors
- Annette Bening in American Beauty
- Marisa Tomei in Le idi di marzo
- Mathilda May in Space Vampires
- Tina Fey in Baby Mama
- Michelle Pfeiffer in Ladyhawke
- Kim Basinger in The Sentinel - Il traditore al tuo fianco
- Sigourney Weaver in Prospettive di un delitto
- Tracey Ullman in Criminali da strapazzo
- Robin Wright in Unbreakable - Il predestinato
- Meg Ryan in Amarsi
- Julia Roberts in Tutti dicono I Love You
- Elisabeth Shue in Il Santo
- Julianne Moore in Eagle Eye
- Bebe Neuwirth in Game 6
- Lorelei King in Notting Hill
- Anne-Marie Philipe in Sopravvivere coi lupi
- Cheri Oteri in Scary Movie
- Famke Janssen in Don't Say a Word
- Mariel Hemingway in Manhattan
- Alice Krige in Silent Hill
- Deborah Kara Unger in The Game - Nessuna regola
- Mädchen Amick in Incubo d'amore
- Marie Richardson in Eyes Wide Shut
- Teri Hatcher in Spy Kids
- Ricki Lake in La signora ammazzatutti
- Siobhan Fallon Hogan in ...e ora parliamo di Kevin
- Jamie Lee Curtis in Fuga dal Natale
- Jane Krakowski in National Lampoon's Vacation
- Kristin Scott Thomas in La bussola d'oro
- Joan Allen in Le pagine della nostra vita
- Alfre Woodard in The Forgotten
- Susanna Thompson in L'agguato - Ghosts from the Past
- Melanie Norris in Misterioso omicidio a Manhattan
- Anne Brochet in Cyrano de Bergerac
- Kirstie Alley in Harry a pezzi
- Sally Phillips in La probabilità statistica dell'amore a prima vista
- Celia Imrie in Calendar Girls

### Film d'animazione
- Il segreto della spada - Principessa Adora/She-Ra
- Z la formica - Bala
- Il pianeta del tesoro - Capitano Amelia
- Card Captor Sakura - The Movie - Li Ielang
- Mulan II - Principessa Ting Ting (parte parlata)
- Ralph Spaccatutto e Ralph spacca Internet - Sergente Calhoun
- Robinson Crusoe - May
- Il più grande uomo scimmia del Pleistocene - La stregona
- Harmony - Os Cara Stauffenberg

### Serie animate
- The Real Ghostbusters - Janine Melnitz
- Il postino Pat[1] - Lauren Taylor
- She-Ra, la principessa del potere - Principessa Adora/She-Ra
- La famiglia Proud e La famiglia Proud: più forte e orgogliosa - Trudy Proud
- La spada di King Arthur - Ginevra, regina Igraine e Guerrehet
- Violence Jack - Rose
- Hunter × Hunter - Mito Freecss
- Inuyasha - Maschera carnivora
- Big Hero 6 - La serie - Professoressa Granville
- Daniel Spellbound - Camilla Thomas / Dark Mage

### Televisione
- Sharon Stone in Ratched
- Debra Feuer in Miami Vice
- Teri Hatcher in Lois & Clark - Le nuove avventure di Superman
- Fanny Gautier in Paso adelante
- Drea de Matteo in Desperate Housewives
- Rebecca Wisocky in Devious Maids - Panni sporchi a Beverly Hills
- Rena Sofer e Joanna Johnson in Beautiful
- Claribel Medina in incorreggibili
- Maitê Proença in Adamo contro Eva
- Paula Kohan in Soy Luna
- Mariela Pizzo in Bia
- Dawn Parrish in Capitol

### Videogiochi
- Yuasa Himeno in UFO Robot Goldrake: Il banchetto dei lupi[2]